# Région urbaine de Rotterdam
La région urbaine de Rotterdam (en néerlandais : stadsregio Rotterdam), correspondant à la région du Grand Rotterdam ou Rijnmond ([rɛimont], littéralement « embouchure du Rhin » ou « estuaire du Rhin » en néerlandais), est la conurbation entourant la ville de Rotterdam, située dans la province de Hollande-Méridionale aux Pays-Bas. 
La région urbaine comprend, depuis que la commune de Rozenburg a été incorporée par Rotterdam en 2010, quinze communes. La région constitue approximativement l'agglomération de Rotterdam, mais s'étend un peu plus loin vers l'est. 
Située sur le delta de la Meuse et du Rhin, la région compte une population de 1 422 465 habitants au 1er janvier 2017, ce qui en fait l'une des régions les plus densément peuplées des Pays-Bas. La région urbaine de Rotterdam fait partie de l'aile Sud (nl) (Zuidvleugel) de la conurbation de la Randstad.
En fin 2014, elle fusionne administrativement avec la région urbaine de Haaglanden pour créer la région métropolitaine de Rotterdam-La Haye.

## Situation
|  |

## Composition
Le 1er janvier 2014, la région urbaine comprend la ville de Rotterdam et ses environs, dont les quatorze communes suivantes :
| Communes                 | Superficie (km2) | Population (hab.) | Densité (hab./km2) |
| ------------------------ | ---------------- | ----------------- | ------------------ |
| Albrandswaard            |                  | 25 044            |                    |
| Barendrecht              |                  | 47 375            |                    |
| Bernisse                 |                  | 12 368            |                    |
| Brielle                  |                  | 16 306            |                    |
| Capelle aan den IJssel   |                  | 66 177            |                    |
| Flardingue (Vlaardingen) |                  | 71 059            |                    |
| Hellevoetsluis           |                  | 38 918            |                    |
| Krimpen aan den IJssel   |                  | 28 814            |                    |
| Lansingerland            |                  | 57 188            |                    |
| Maassluis                |                  | 32 097            |                    |
| Ridderkerk               |                  | 45 207            |                    |
| Rotterdam (ville)        | 1 936            | 618 467           | 319,35             |
| Schiedam                 |                  | 76 487            |                    |
| Spijkenisse              |                  | 72 562            |                    |
| Westvoorne               |                  | 13 977            |                    |